# ليا دونغ
ليا دونغ (بالبرتغالية: Leia Dongue‏) مواليد 24 مايو 1991 في مابوتو، هي لاعبة كرة سلة موزمبيقية. بدأت مسيرتها الاحترافية في سنة 2004. تلعب في الدوري الأنغولي لكرة السلة للسيدات. وتحمل الرقم 6. حققت المركز الثاني في بطولة أمم أفريقيا لكرة السلة للسيدات 2013.

## سجل المنافسة
شاركت في المنافسات التالية:
- كأس العالم لكرة السلة للسيدات 2014
- بطولة أمم أفريقيا لكرة السلة للسيدات 2009
- بطولة أمم أفريقيا لكرة السلة للسيدات 2011
- بطولة أمم أفريقيا لكرة السلة للسيدات 2013

## الميداليات
| الميدالية | المسابقة                                  |
| --------- | ----------------------------------------- |
| فضية      | بطولة أمم أفريقيا لكرة السلة للسيدات 2013 |

## روابط خارجية
- ليا دونغ على موقع الاتحاد الدولي لكرة السلة (الإنجليزية)
- ليا دونغ على موقع كرة السلة الأوروبية.كوم (الإنجليزية)
- ليا دونغ على موقع بروبوليرز (الإنجليزية)